# Älvsby revir
Älvsby revir var ett skogsförvaltningsområde inom Övre Norrbottens överjägmästardistrikt, Norrbottens län, och omfattade de delar av Älvsby socken, som är belägna väster om Pite älv, Varjisån och Vitbäcken. Reviret, som var indelat i fyra bevakningstrakter, omfattade 67 240 hektar allmänna skogar, varav nio kronoparker, med en sammanlagd areal av 63 142 hektar (1920).